# Emil Meier
Emil Meier (* 31. August 1909 in München; † 5. August 1990 ebenda) war ein deutscher Kommunist, der während der Zeit des Nationalsozialismus mehrfach im Konzentrationslager Dachau inhaftiert wurde. 

## Leben
Emil Meier entstammte einer kinderreichen Proletarier-Familie und wuchs im Münchner Stadtteil Giesing auf. Sein Vater, ein gelernter Friseur, konnte in den 1920er Jahren keine Anstellung finden und verdingte sich als Gelegenheitsarbeiter. Emil Meier schloss die Volksschule ab und begann eine Ausbildung als Möbelpolierer. Als 14-Jähriger trat er der Sozialistischen Arbeiterjugend bei. 1926 wechselte er zum Kommunistischen Jugendverband Deutschlands (KJVD), für den er als Wahlkampfhelfer arbeitete. Im selben Jahr baute er die Stadtteilgruppe Obergiesing des KJVD auf. Bald darauf wurde ihm deren Organisationsleitung übertragen. Im Jahr 1929 wurde er Mitglied im Rotfrontkämpferbund (RFB), der paramilitärischen Abteilung der Kommunistischen Partei Deutschlands. Aufgrund seines Engagements für den RFB wurde er im selben Jahr acht Wochen lang in Untersuchungshaft genommen und verlor seine Stellung. 
Zur Zeit der Machtübernahme durch die Nationalsozialisten in Bayern im März 1933 gehörte Meier zu den führenden Köpfen der KPD in München. Er wurde am 10. März 1933 von der Geheimen Staatspolizei festgenommen und ins Gestapo-Hauptquartier eingeliefert. Am 22. März 1933 kam er als einer der ersten politischen Häftlinge in das neu errichtete Konzentrationslager Dachau, wo er am 26. Mai 1935 wieder entlassen wurde.
Nach der Entlassung war er die meiste Zeit arbeitslos, bevor er im Jahr 1937 erneut verhaftet und für drei Monate ins KZ Dachau eingeliefert wurde. Dort lernte er den Kommunisten und Widerstandskämpfer Robert Eisinger kennen. Auch nach dem Attentat im Bürgerbräukeller im November 1939 saß Meier vier Wochen lang in Schutzhaft.
Nach der Niederlage der deutschen Armee in Stalingrad entschloss er sich, zusammen mit Eisinger Flugblätter gegen die Fortführung des Krieges zu verfassen. Die ersten sechs Flugblätter schrieb und produzierte Eisinger alleine und verschickte sie teilweise mit der Post. Die meisten warf er nachts in Briefkästen oder legte sie öffentlich aus. Ab Herbst 1943 machte Meier nach dem Ausstieg von Eisinger alleine weiter. Insgesamt verteilte er 22 weitere Flugblätter. Am 7. Januar 1945 wurde er von der Gestapo wegen des Vorwurfs der Herstellung und Verbreitung von regimekritischen Flugblättern festgenommen, im Keller des Wittelsbacher Palais gefoltert und anschließend in die Justizvollzugsanstalt München überführt. Nur das Ende des Zweiten Weltkriegs rettete ihn vor der Hinrichtung.
Emil Meier trug durch die Folterungen in der Haft schwere gesundheitliche Schäden davon und musste lange um eine angemessene Haftentschädigung kämpfen.